# 흔들리는 애트우드 기계

흔들리는 애트우드 기계(Swinging Atwood's machine, SAM)는 질량 중 하나가 2차원 면 안에서 흔들릴 수 있게 하여 일부 시스템 파라미터와 초기 조건에 혼돈이 되는 동역학계를 만들어낸다는 점을 제외하고는 단순 애트우드 기계를 닮은 구조이다.